# Медведева, Надежда Михайловна
Наде́жда Миха́йловна Медве́дева (в замужестве Гайдукова; 1832—1899) — актриса московского Малого театра, дочь московской актрисы Акулины Дмитриевны Медведевой (1796—1895), ученица Михаила Семёновича Щепкина. Заслуженная артистка Императорских театров (20.01.1899).
Брат — Петр Медведев.

## Биография
Надежда Михайловна Медведева родилась 6 (18) октября 1833 года в городе Москве.
Будучи воспитанницей московского Императорского театрального училища (ныне — Высшее театральное училище имени М. С. Щепкина) играла в спектакле «Горе от ума» и уже тогда обратила на себя внимание критиков и театралов.
В 1847 году 14 летняя Надежда Медведева дебютировала в роли Агнесы в «Школе женщин» Мольера. Несмотря на успешные дебюты в различных водевилях и мелодрамах, Надежда Медведева долго оставалась в тени, так как в это время на сцене Малого театра царили Л. П. Косицкая, Е. Н. Лаврова-Васильева, Н. В. Рыкалова и Е. А. Сабурова.
В 1852 году 19 летняя Надежда Медведева покинула на время московскую сцену и отправилась в Одессу. Через два года она возвратилась в Москву и заняла выдающееся положение в Малом театре.
Сначала Н. М. Медведева играла преимущественно в мелодрамах, но окончательно её артистический талант развился в пьесах Александра Николаевича Островского, писавшего некоторые роли специально для неё (напр. Гурмыжскую — «Лес», Мурзавецкую — «Волки и овцы»).
Надежда Медведева была единогласно избрана почётной председательницей Первого съезда сценических деятелей.
В конце XIX — начале XX века на страницах «Энциклопедического словаря Брокгауза и Ефрона» об актрисе были написаны следующие слова:

…ей особенно удавались роли Хлестовой («Горе от ума»), Эсфири («Уриель Акоста»). Успех её с годами все возрастал, и это было наградой за упорный труд и стремление к строгой художественной правде. М. руководила первыми шагами знаменитой Ермоловой.— 
Константин Сергеевич Станиславский так высоко оценивал творчество актрисы, что даже считал себя одним из её учеников.
В 1873 году в Москве 40 летняя Надежда Медведева вышла замуж за маленького 23 летнего актёра пьяницу Гайдукова (сценическая фамилия Охотин) Василия Алексеевича (1850—1892), от этого брака у них родилась единственная дочь — Маня.
В 1892 году в Москве умер её муж, актёр-пьяница Василий Гайдуков, позднее его дочь Марья Васильевна Гайдукова играла в МХТ у Константина Станиславского. В первом браке была замужем за Борисом Павловичем Шелапутиным, сыном московского фабриканта Павла Григорьевича Шелапутина. В июле 1917 года вышла замуж за Юлия Петровича Гужона (1852—1918) предпринимателя, имевшего французское подданство. Скончалась 23 ноября 1937 года в возрасте 60 лет. Похоронена в Берлине на православном кладбище Тегель.
Надежда Михайловна Медведева скончалась 24 сентября (9 октября) 1899 года на острове Корфу (Керкира) в Греции. Похоронена в Москве на Ваганьковском кладбище (уч. 12) вместе с родителями.